# Aryk Böge
Aryk Böge (ur. po 1219, zm. 1266) – wnuk Czyngis-chana, syn Tołuja i Sorkaktani-beki, wielki chan mongolski, najmłodszy brat Mongkego, Kubilaja i Hulagu-chana.
W młodości Aryk Böge wraz z wielkim chanem Mongke pozostał w Mongolii, trzymając w swych rękach władzę nad całym imperium. W dniu 11 stycznia 1259 wielki chan Mongke zmarł w czasie kampanii, którą wspólnie ze swoim bratem Kubilajem prowadził w Chinach. Synowie Möngkego byli młodzi i niedoświadczeni. Wojsko w Chinach domagało się oddania sukcesji Kubilajowi. Ziemię rodzinną Mongołów – z jej stolicą, Karakorum, i centralnym skarbcem państwa – miał w swoich rękach najmłodszy brat zmarłego władcy, Aryk Böge, który pragnął zasiąść na tronie wielkiego chana. Po wielu miesiącach machinacji i selekcjonowania swoich stronników obaj bracia wiosną 1260 roku zwołali dwa odrębne kurułtaje, które okrzyknęły ich obu wielkimi chanami. Za Arykiem Bögem opowiedziała się większość jego krewnych, którzy w tym czasie przebywali w Mongolii, Kubilaj natomiast uzyskał silne poparcie dowódców wojskowych. W istocie żaden z tych kurułtajów nie mógł podejmować legalnych decyzji, ponieważ nie uczestniczyły w nich wszystkie gałęzie rodziny. Żaden pretendent nie interesował się, czy wiadomości o zgonie wielkiego chana dotarły do Hulagu-chana i najwyższych władz Złotej Ordy, a nawet do rodziny Czagataja. Nie czekano na przysłanie przez nich przedstawicieli. Hulagu opowiedział się za Kubilajem, mimo że jego syn, Czomugar, trzymał stronę Aryka Bögego, którego faworyzował także Berke, chan Złotej Ordy. Dopiero z końcem 1261 roku Aryk Böge został rozgromiony przez Kubiłaja. Pomimo ciężkiej klęski w 1261 roku, Aryk Böge poddał się ostatecznie Kubilajowi dopiero w 1264 roku.
Jego wnukiem był Arpa.